# アニチコフ橋

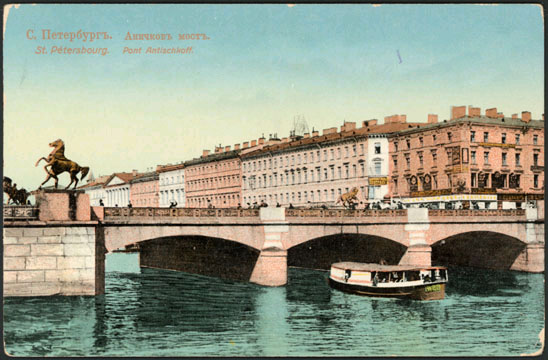
フォンタンカ川にかかるアニチコフ橋

アニチコフ橋（アニチコフばし、ロシア語:  Аничков мост）とはロシア、サンクトペテルブルクのフォンタンカ川にかけられた最初の橋である。現在の橋は1841-1842年に建てられ、1906-1908年に再建されたもので、シンプルな外観のなかに凝った装飾もみられる。4つの馬の彫刻(1849-1850)も知られているが、この鉄橋はペテルブルクでも有数の美しい高欄で名高い。またこの建物はプーシキン、ゴーゴリ、そしてドストエフスキーの作品でも言及されている。
ピョートル大帝の命により最初の橋が1715-1716年に建造され、技術者のミハイル・アニチコフにちなんで名前がつけられた。複数スパンの木橋がフォンタンカ川の真上にある支持杭にそって建てられている。意匠はドメニコ・トレジーニの手になるものだったが、いまでは最初の橋は面影もない。
街が大きくなり交通量も増えると、1721年に新しい跳ね橋をつくる計画が公開される。18世紀後半にフォンタンカ川を渡して建てられた３スパンの石造りの跳ね橋は7本あるが、アニチコフ橋はその一つであり、ほかにもロモノーソフ橋やカリンキン橋が現存している。当時からアニチコフ橋はネフスキー大通りの呼び物としてつとに有名であり、挿絵や絵画などの題材としても人気があった。
1840年代にはそれまでの18世紀の意匠、とくにその大きな橋塔が、ネフスキー大通りを通ってアニチコフ橋を通る人の数が増えている現状にあわないと判断された。1841-1842年に大通りの幅に見合うより広い橋が陸軍中将のA.D.ゴットマンの監督のもと、同所に建てられている。新しい橋は石造りで、なだらかに傾斜したアーチに区切られて３つのスパンがもうけられた。素朴で簡潔なつくりはアニチコフ橋を縁取る重厚な鋳鉄製の柵とよくあうが、これはもともとベルリンの宮殿橋のためにカルル・フリードリッヒ・シンケルが設計したものである。しかし石造りのアーチには問題も多く、1906年から1908年にかけて橋はもう一度建て直され、アーチ部分も補強された。

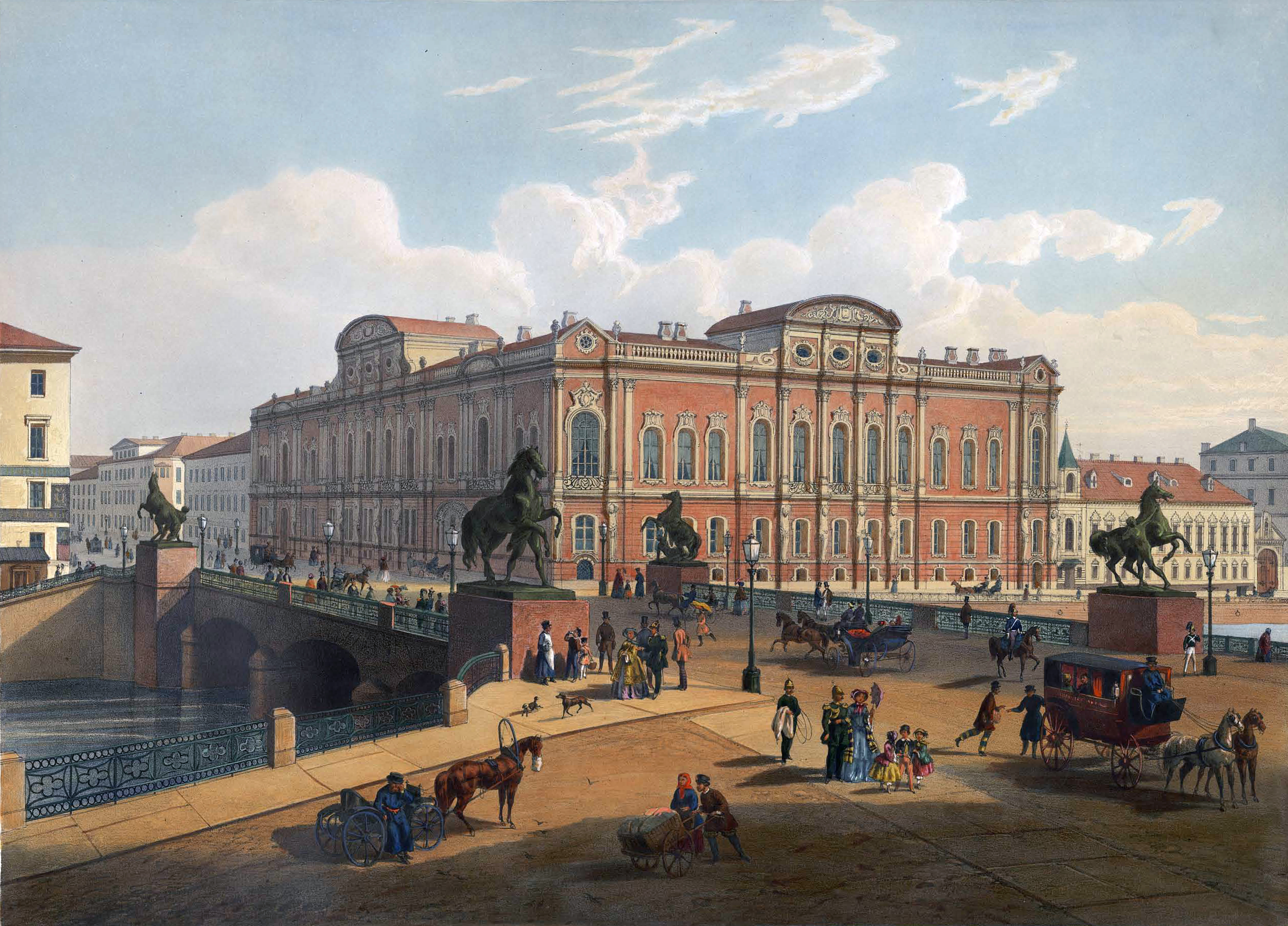
橋から臨めるベロセリスキー・ベロゼルスキー宮殿(1850年代)

## 馬使い
「馬使い」の像はロシアの彫刻家、ピョートル・クロートがデザインしたもので、ペテルブルクで最もわかりやすいランドマークと位置づけられている。このテーマはしばしばディオスクーロイのものとされる、ローマのクイリナーレの丘にあることで知られた巨大な大理石像に由来するものだ。主題を同じくするマルリー・ル・ロワにおかれたギヨーム・クストーによるバロック式の大理石像は革命のときにパリのシャンゼリゼ通りの広場から移されたものである。
サンクトペテルブルクにあるこの馬使いの彫像は興味深い歴史をもっている。いまのものがおかれる1851年以前にも橋にはブロンズ像があったのだが、ツァーリであるニコライ1世がそのうちの2体を1842年にプロイセン王のフリードリヒ・ヴィルヘルム4世に贈り、1846年にはナポリを訪れていたツァーリがもてなしの礼にと残る2体が贈ったのだという。「4つある馬の彫刻のうちの2つから舌が抜かれる、という恥ずべき事件を知ったとたんピョートル・クロートは絶命してしまった、とペテルブルクには逸話が伝わる 」。ほかにもクロートがあるブロンズの馬の尾の下に恐ろしい自分の敵の顔を描いたという都市伝説が残っている。
第二次世界大戦中の1941年、この橋がドイツ軍の激しい砲撃にさらされると、この彫像は台から降ろされ、アニチコフ宮殿そばの庭に埋められた。戦争中に橋は大きな損傷をこうむったが、戦後に完璧に修復されている。当時の名残として、彫像の台座のところに砲撃の傷をとどめているものがあり、通行人にそれを伝える銘板がそえられている。ペテルブルクが建都されること300年に先だって、像は橋から再びはずされ、修復が行われた。

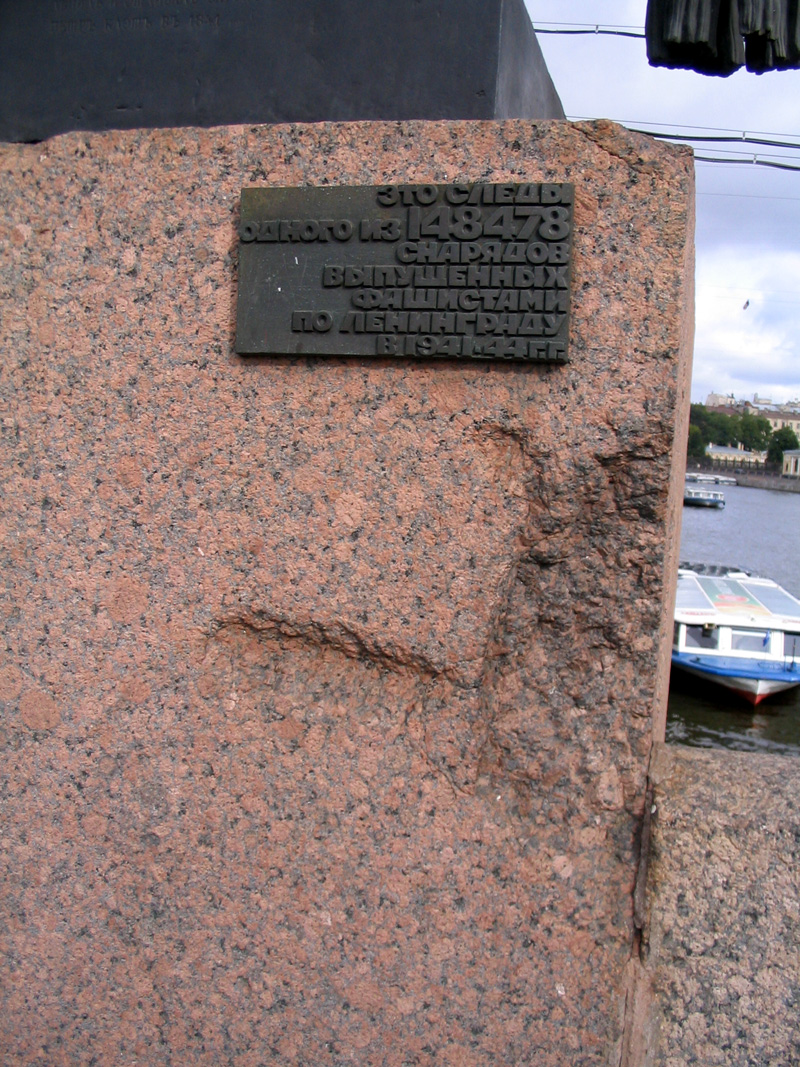
ドイツ軍の砲撃の跡

馬使い
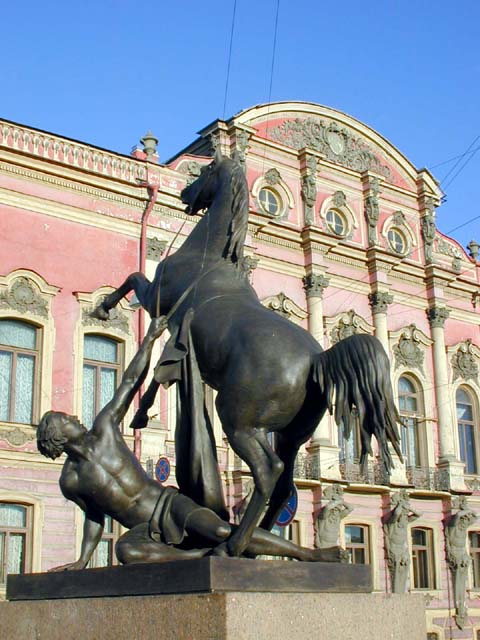
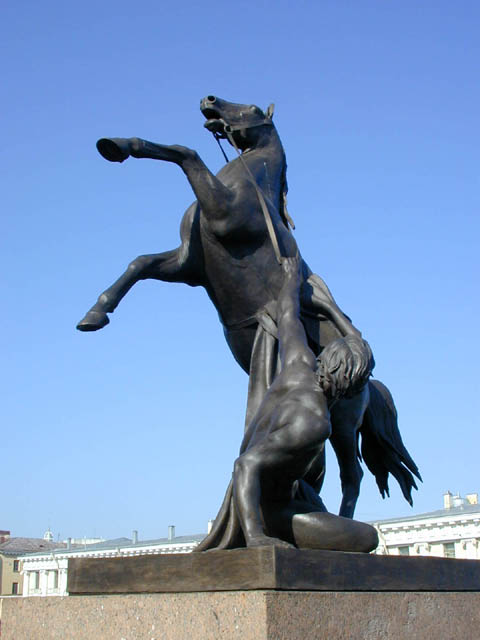
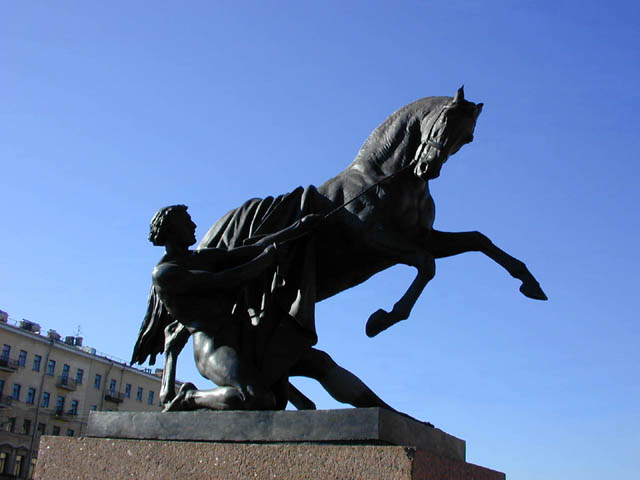
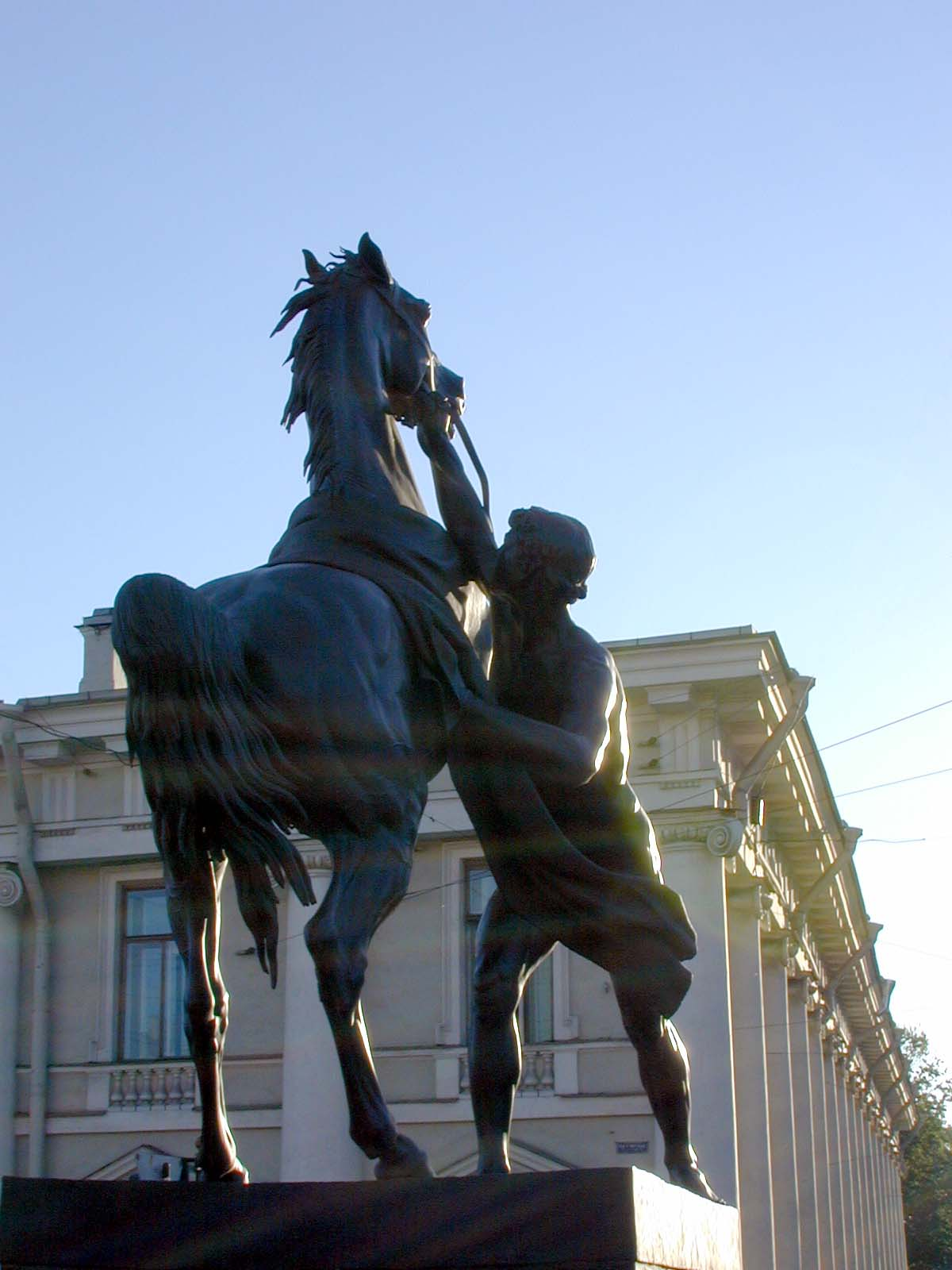